# Glorenza

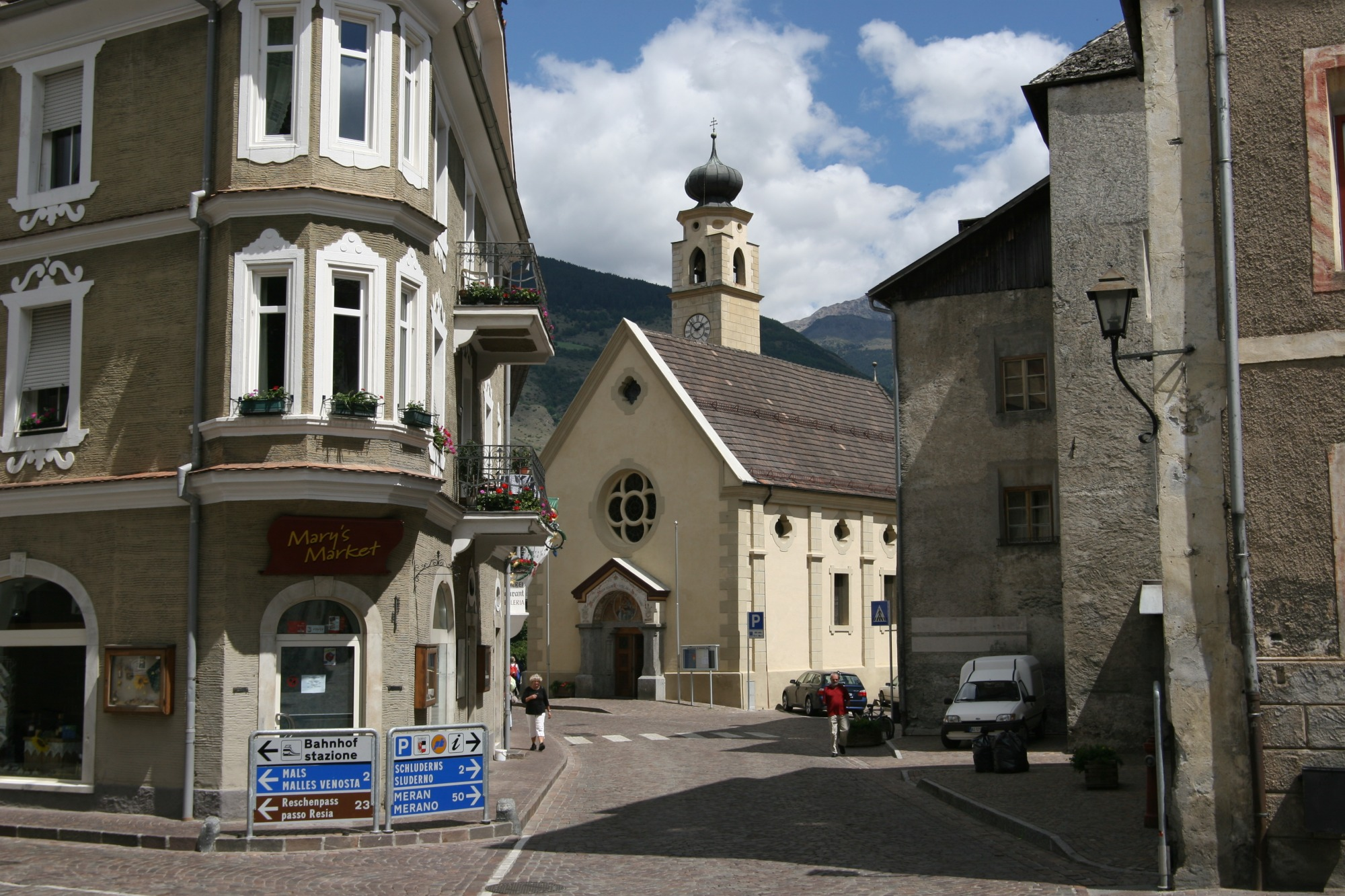
Iglesia de Glorenza.

Glorenza (en alemán Glurns) es un municipio de 884 habitantes perteneciente a la Provincia Autónoma de Bolzano, situado sobre la carretera que conduce hacia el Paso del Forno, en la Alta Val Venosta, a pocos kilómetros de la frontera suiza. 
Es la ciudad más pequeña del Alto Adigio. Quizá su atracción más notable sean sus murallas, aún perfectamente conservadas. 
Fue fortificada en el siglo XIV por los Habsburgo para servir de puente hacia sus posesiones suizas. Perdidas éstas poco tiempo después, Glorenza conoció, a pesar de todo, largos siglos de prosperidad como ciudad mercantil, gracias sobre todo al comercio de sal gema procedente de Hall (Tirol septentrional), con destino a Suiza. 
Hasta la anexión del Alto Adigio a Italia en 1919, fue sede judicial para toda la Alta Val Venosta. 
Hoy la villa conoce una creciente importancia como centro de atracción turística. 
Cada 2 de noviembre se celebra el Sealamorkt ("Mercado de las almas", por la solemnidad del día de los difuntos), último recuerdo de la gran tradición mercantil.

## Evolución demográfica
| Gráfica de evolución demográfica de Glorenza entre 1921 y 2001               |
|                                                                              |
| Fuente: Istituto Nazionale di Statistica - Elaboración gráfica por Wikipedia |

## Galería

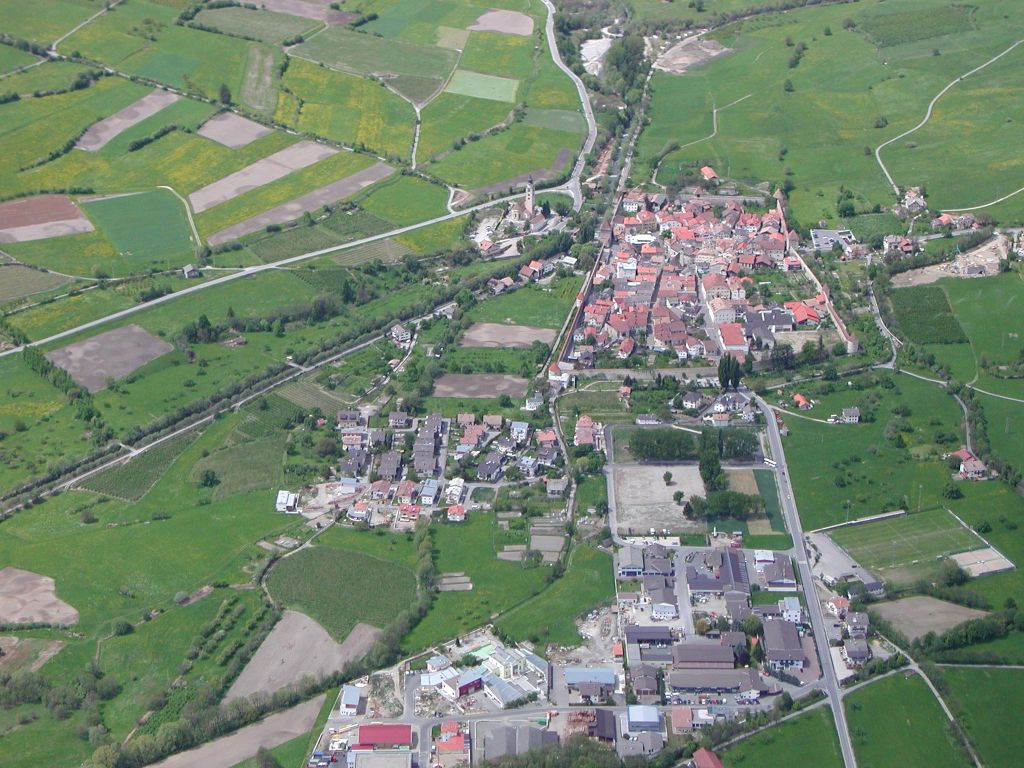
Vista aérea
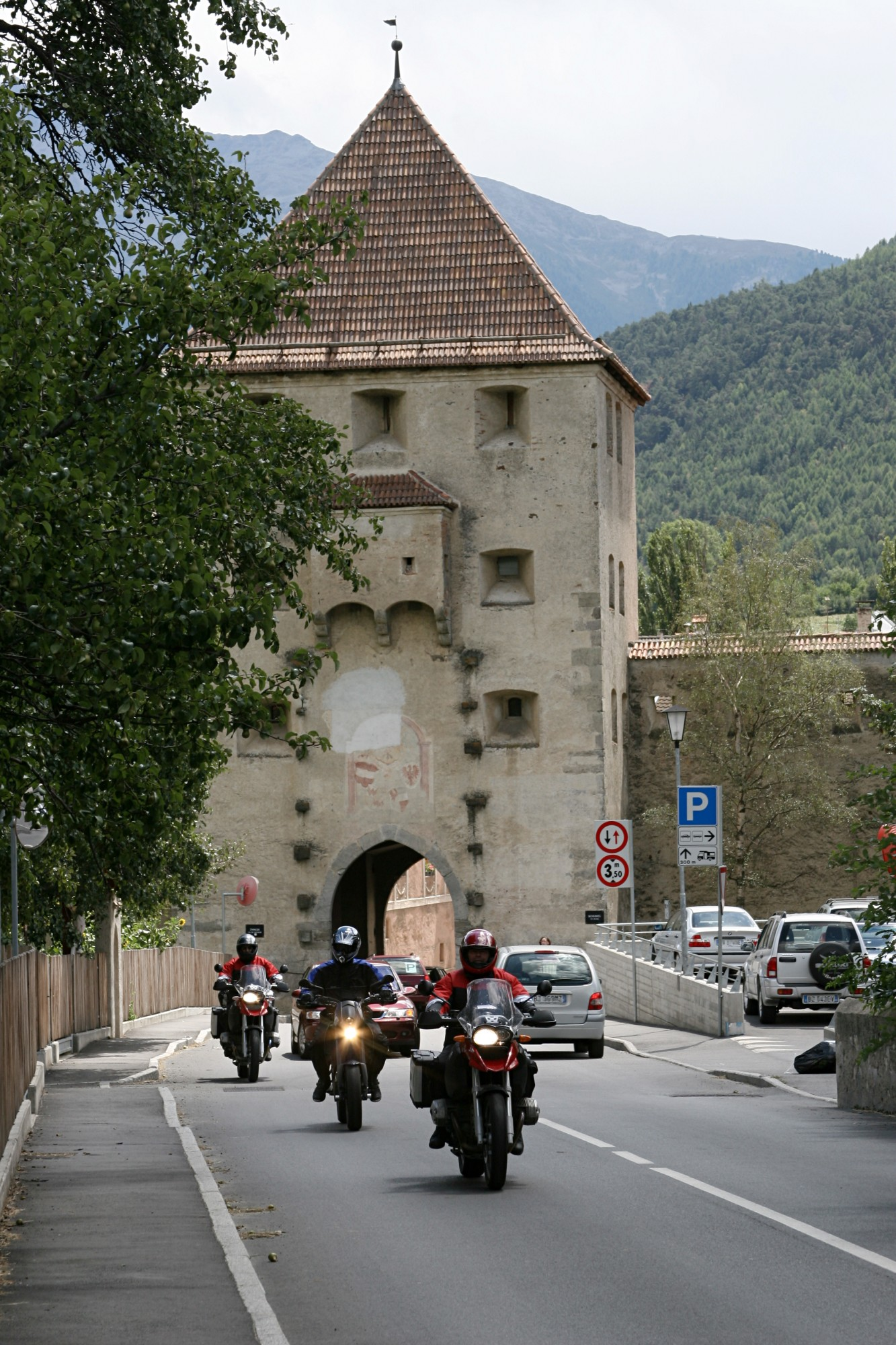
Puerta del pueblo
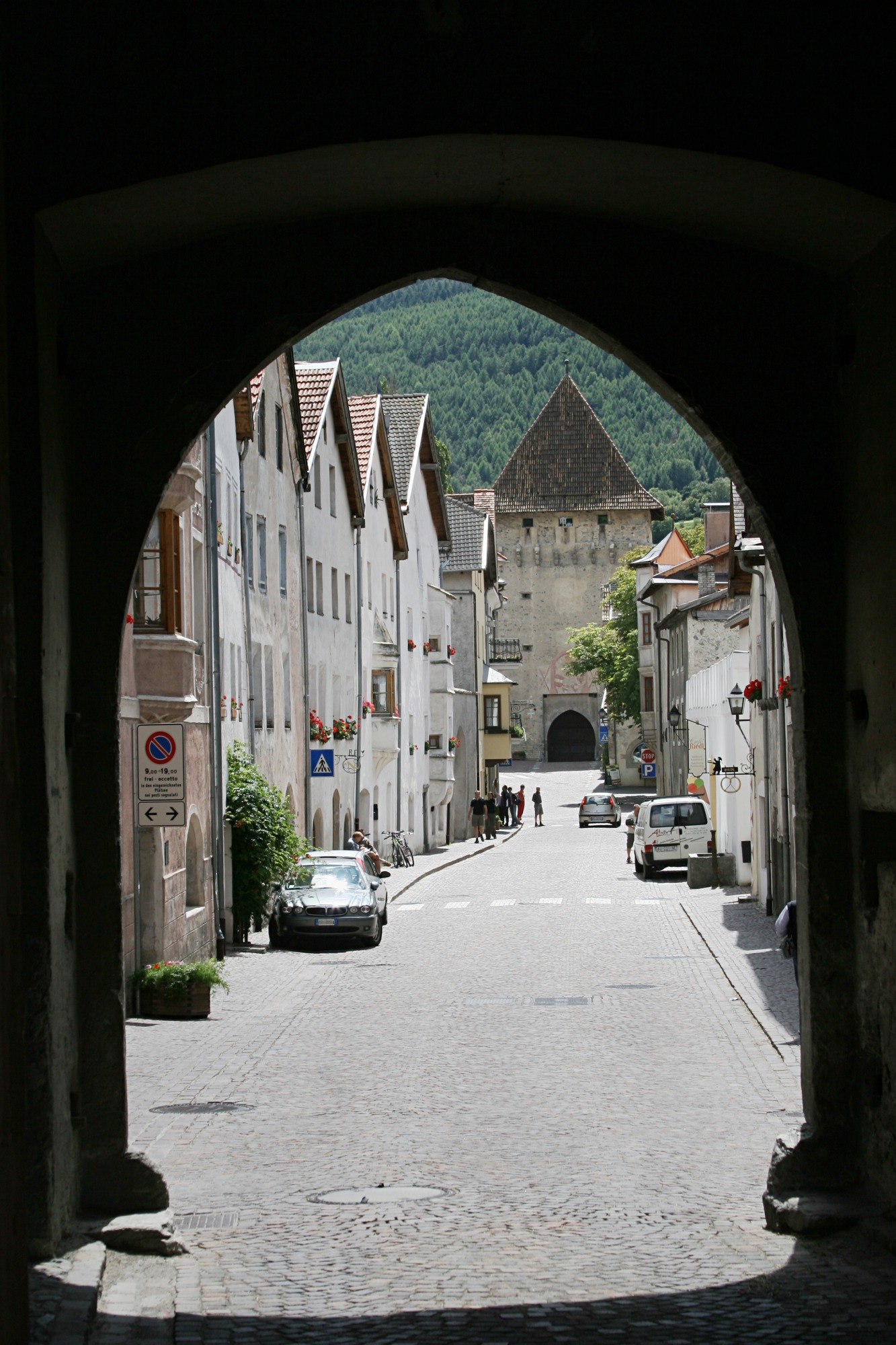
Vista desde la puerta de entrada al pueblo